# Michael Ian Black

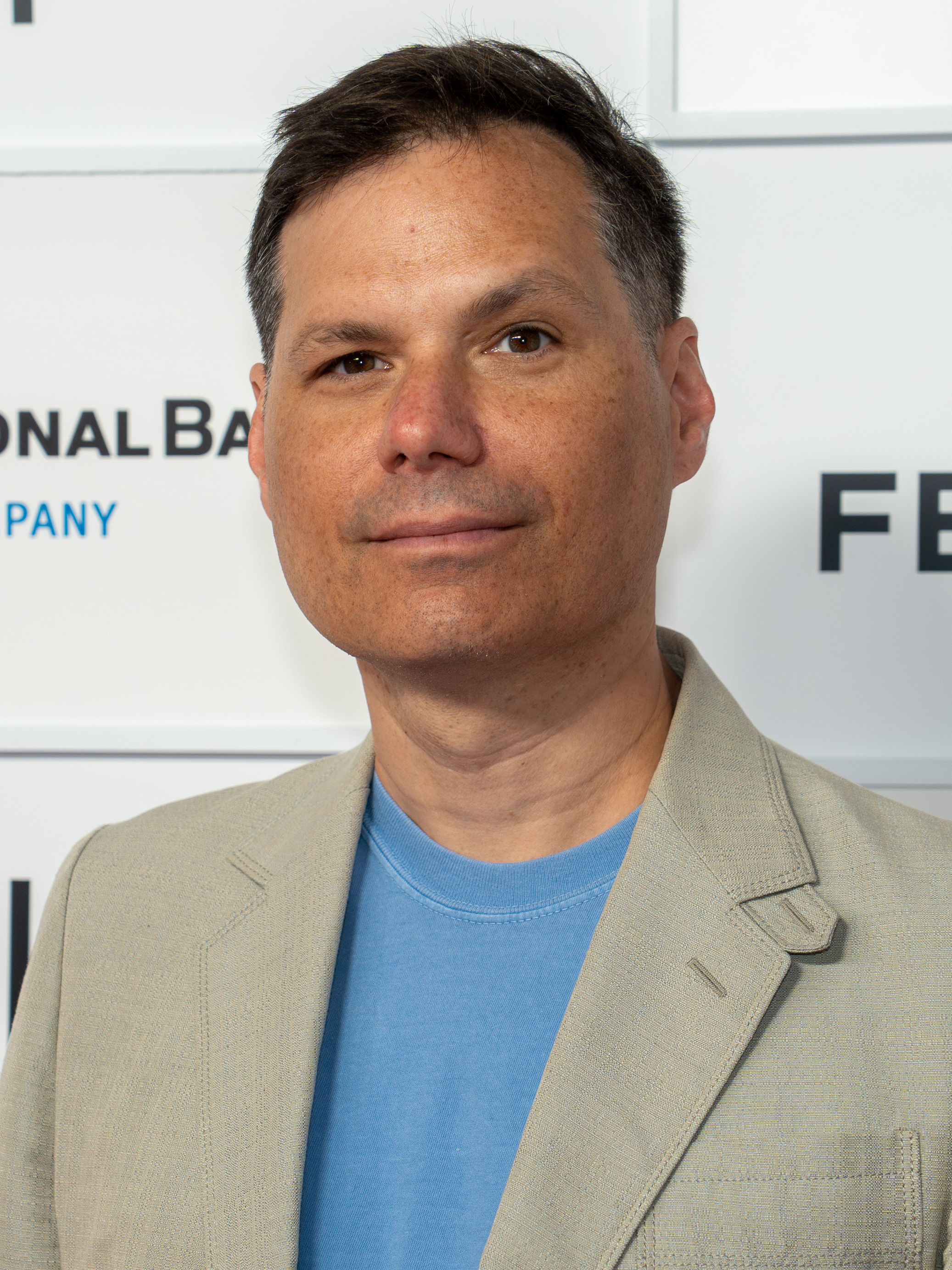
Michael Ian Black (2025)

Michael Ian Black (* 12. August 1971 in Chicago, Illinois als Michael Schwartz) ist ein US-amerikanischer Schauspieler und Drehbuchautor.

## Leben
Michael Ian Black wurde im August 1971 in Chicago im US-Bundesstaat Illinois als zweites von drei Kindern geboren. Als er noch ein Kind war, zog seine Familie nach Hillsborough, New Jersey. Seine Eltern ließen sich scheiden, als er drei Jahre alt war, und sein Vater starb wenige Jahre später während einer Operation. Seit 1998 ist er mit Martha Hagen verheiratet. Beide haben einen Sohn (* 2001) und eine Tochter (* 2003).
Er besuchte die New York University’s Tisch School of the Arts, verließ die Schule aber, bevor er dort seinen Abschluss machen konnte. Dort traf er auch die Kerntruppe der Comedygruppe The State, die eine kurzlebige Sendung auf MTV hatte.
Seine bekannteste Rolle hatte er von 2000 bis 2004 in der Fernsehserie Ed – Der Bowling-Anwalt an der Seite von Tom Cavanagh, Julie Bowen und Josh Randall. Neben seinen Filmen hatte er außerdem Gastauftritte in Fernsehserien wie New York Cops – NYPD Blue und Crank Yankers – Falsch verbunden!.
2005 bekam Black seine eigene Fernsehserie. Sie trägt den Namen Stella. In der Serie spielt er an der Seite von David Wain und Michael Showalter, die er beide noch aus der gemeinsamen Arbeit bei der Comedygruppe The State kennt.

## Filmografie (Auswahl)
- 1991: Cults: Saying No Under Pressure
- 1999: Big Helium Dog
- 2000–2004: Ed – Der Bowling-Anwalt (Ed, Fernsehserie, 83 Folgen)
- 2001: Wet Hot American Summer
- 2005: Stella
- 2005: The Baxter
- 2006: Blind Wedding – Hilfe, sie hat ja gesagt (Wedding Daze)
- 2007: Run, Fatboy, Run
- 2008–2009: Reaper – Ein teuflischer Job (Reaper, Fernsehserie, 6 Folgen)
- 2011: Take Me Home Tonight
- 2015–2018: Another Period (Fernsehserie, 30 Folgen)
- 2018–2019: Insatiable (Fernsehserie, 5 Folgen)
- 2019: Einer von Sechs (Sextuplets)
- 2022: Linoleum – Das All und all das (Linoleum)
- 2025: Superman